# Nepenthe

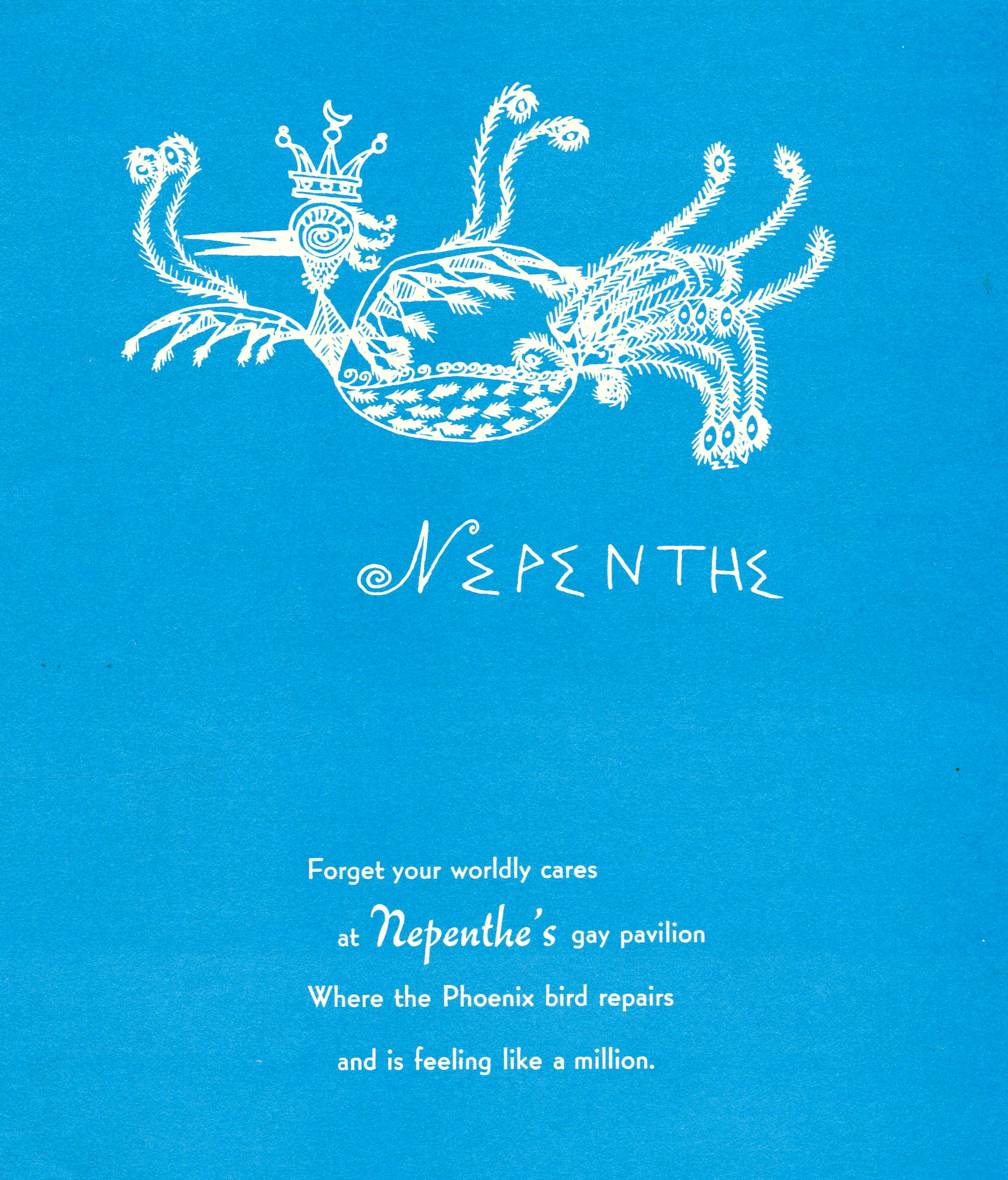
Speisekarte des Restaurants „Nepenthe“ (2013)

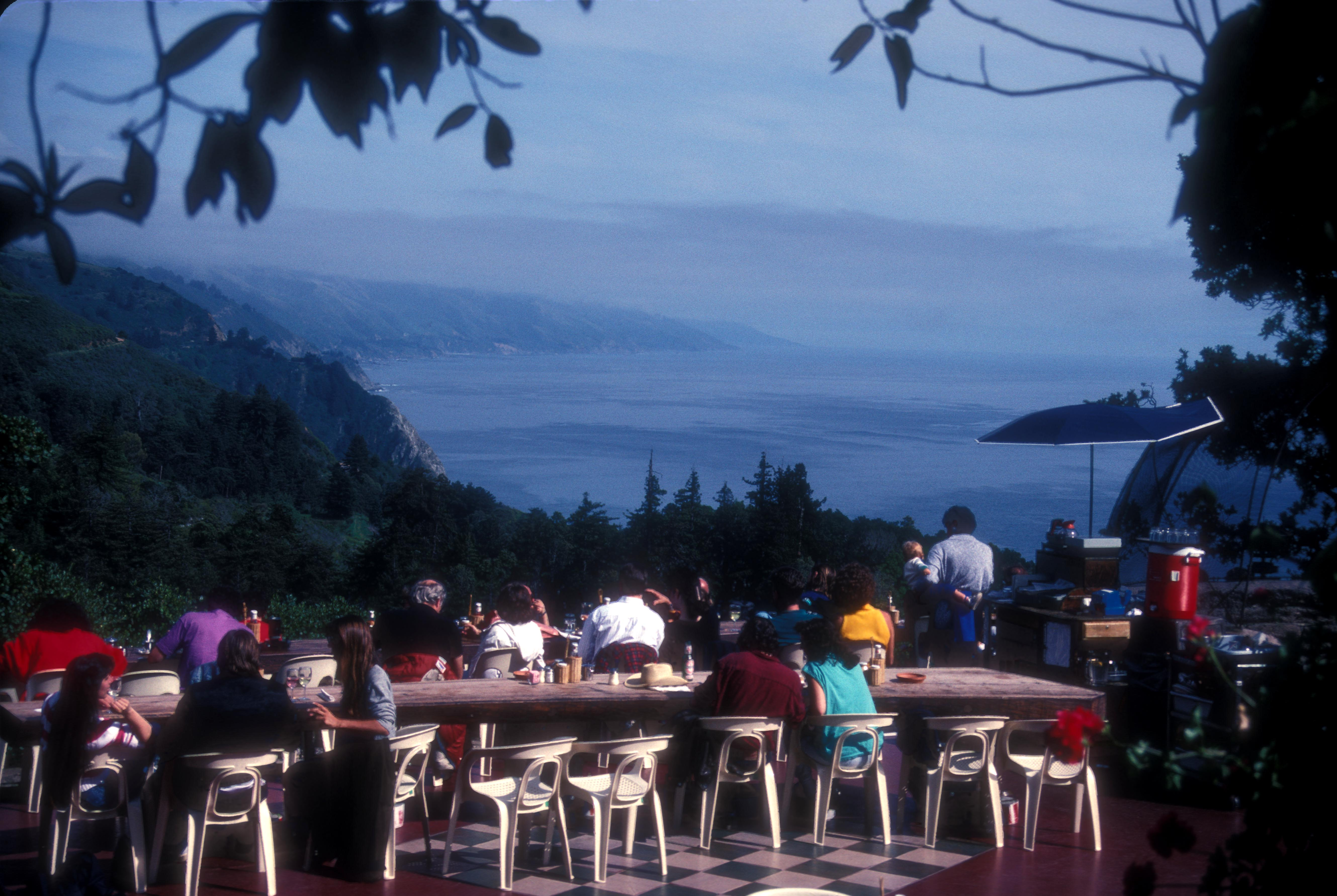
Die Terrasse des „Nepenthe“

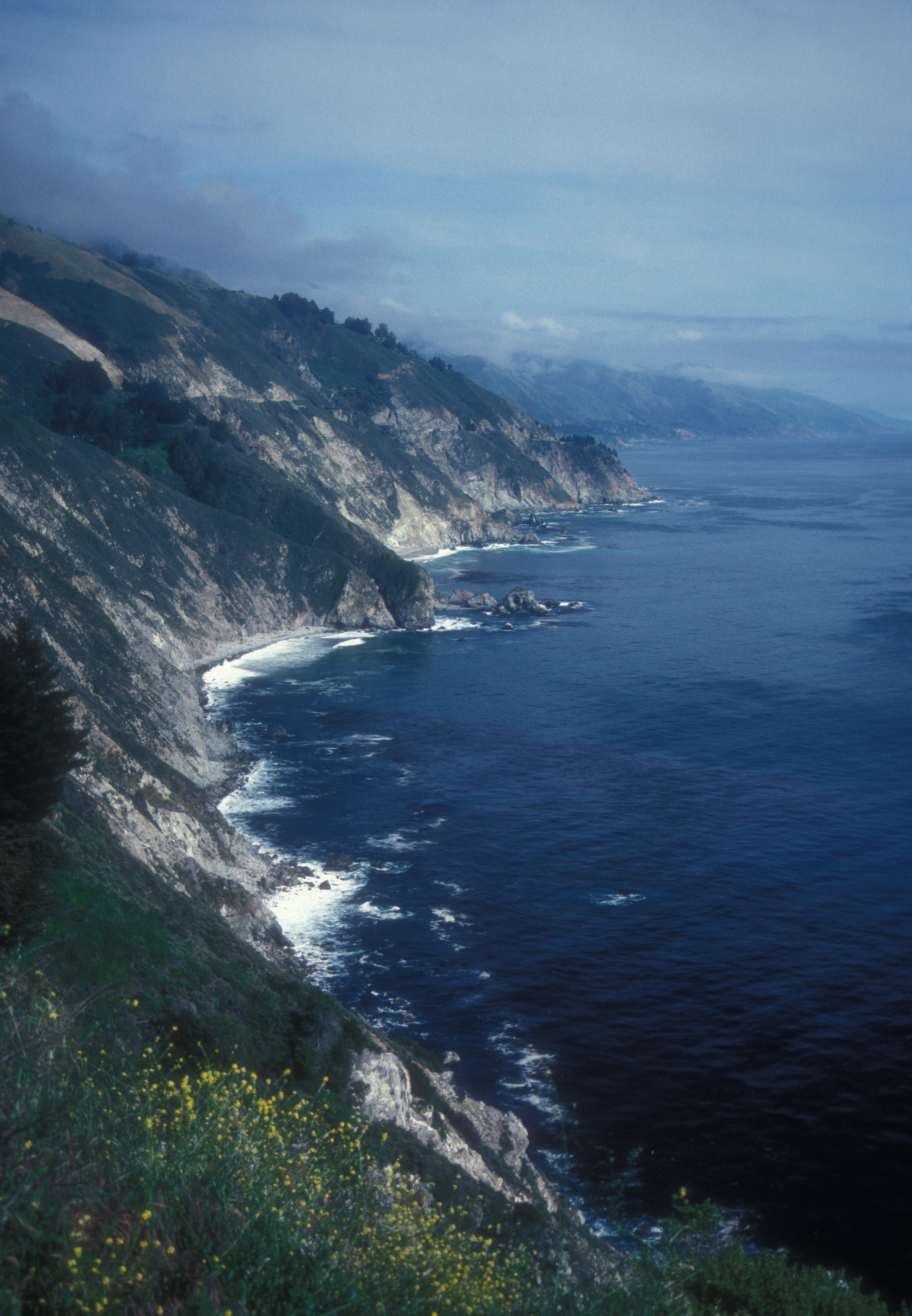
Blick von der Terrasse des „Nepenthe“ auf die Küste und das Santa-Lucia-Gebirge

Das Nepenthe ist ein Restaurant in Big Sur, Kalifornien, das von Bill und Madelaine „Lolly“ Fassett erbaut und 1949 eröffnet wurde. Es befindet sich direkt am Highway 1, etwa 47 Kilometer südlich von Carmel-by-the-Sea. Das etwa 240 Meter oberhalb des Pazifiks gelegene Lokal ist weithin bekannt für den Panoramablick auf die Südküste von Big Sur.

## Geschichte
Das Restaurant wurde 1925 ursprünglich als dreistöckiges Blockhaus errichtet. In den frühen 1940er Jahren wohnte dort die Schriftstellerin und Journalistin Lynda Sargent (1897–1990), die vorübergehend Henry Miller bei sich aufnahm, als dieser mittellos in Monterey ankam. Im Mai 1944 kauften Orson Welles und seine Frau Rita Hayworth das Blockhaus, wussten aber nichts damit anzufangen.
Nach der Scheidung von Welles und Hayworth erwarb schließlich 1947 das Ehepaar Fassett das Haus sowie das umliegende Land für 22.000 US-Dollar. Sie ließen es in ein Restaurant umbauen und benannten es nach dem aus der griechischen Mythologie bekannten Trank Nepenthes, der von den Göttern verwendet wurde, um Vergessen hervorzurufen. Es wurde am 24. April 1949 eröffnet und war insbesondere bei Künstlern beliebt. Regelmäßig finden dort Schriftstellerlesungen statt. Zu den Gästen zählten Henry Miller, Lillian Bos Ross, Man Ray, Anaïs Nin, Ernest Hemingway, Eric Barker, Clint Eastwood und Hunter S. Thompson.

## Im Film
- 1965 entstand dort die Tanzszene des Films … die alles begehren mit Elizabeth Taylor.[3]
- 1997 war das Restaurant Schauplatz einer Szene des Thrillers … denn zum Küssen sind sie da mit Morgan Freeman und Ashley Judd.